# Подкаст

Логотип, який Apple використовує для подкастів у iTunes.

Подкаст (англ. podcast — скор. від англ. iPod + англ. broadcast) або аудіопрограма, також помилково підкаст — цифровий медіафайл або низка таких файлів, які розповсюджуються Інтернетом для відтворення на портативних медіапрогравачах чи персональних комп'ютерах. За змістом вони можуть нагадувати радіошоу, звукову виставу, включати інтерв'ю, лекції тощо, що належить до усного жанру.
Термін «podcast» є поєднанням назви портативного програвача музики iPod та слова broadcast. Ведучого або автора подкасту часто називають подкастер. Подкаст як сферу діяльності називають подкастингом. На відміну від слухачів радіо, які слухають те, що їм пропонує радіостанція, подкастинг дає змогу  самостійно обирати те, що ви хочете слухати чи дивитися. І найголовніше: саме у той час, коли вам зручно ввімкнути свій програвач.
Цей спосіб поширення аудіо та відео через мережу Інтернет дає змогу створювати матеріали кожному охочому. Цим подкастинг і відрізняється від, наприклад, радіостанції, де працюють професійні журналісти. Подкастинг можна не лише створити будь-кому, але й надати його для перегляду чи прослуховування кожному, хто зацікавиться в Інтернеті.

Помаранчевий квадрат з хвильками сповіщає про наявність RSS потоку на сторінці. Уперше цей символ використано в Mozilla Firefox, за взаємною згодою його також почали використовувати в Internet Explorer, Opera та Safari.

Слухач підписується на обраний подкаст, після чого звукові файли завантажуються з Інтернету до плеєра, телефону чи iPod і будуть доступні для прослуховування офлайн.
Хоча сайти подкастерів дозволяють безпосереднє завантаження їхнього контенту, подкаст відрізняється від традиційних медіа можливістю завантажувати нові епізоди до програвача автоматично за допомогою програмного забезпечення, що читає потоки RSS або Atom.

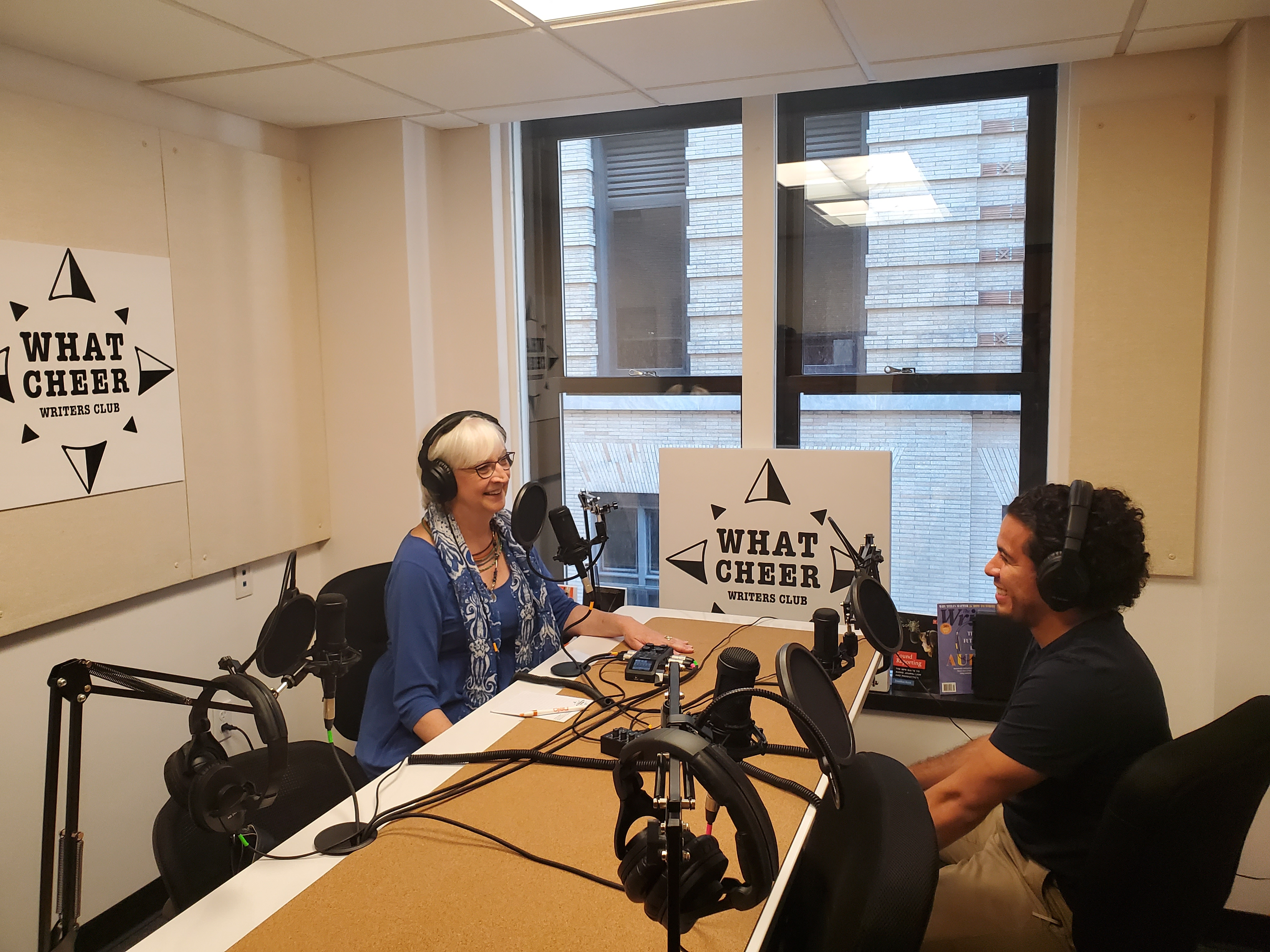
Студія подкастингу в клубі письменників What Cheer у Провіденсі, Род-Айленд, США

Подкастинг починає широко використовуватися в галузі освіти, викладачі навчальних закладів можуть викладати свої лекції у вигляді доступних до завантаження звукових файлів. Також відомі приклади використання подкасту в музеях, для поширення через корпоративну RSS підписку повідомлень, які потребують особливої уваги (безпека праці тощо).
Подкастинг як популярну технологію презентації та поширення звукових файлів реалізують з допомогою інших сумісних технологій. Наприклад: запис голосу, розподілених у просторі діалогів і конференцій може здійснюватися як скайпкастинг.
Згідно зі статистикою, 2017 року 42 млн американців слухали подкасти щонайменше щотижня, а загалом 64 % американців слухали подкасти раніше. Подкасти створюють як люди поодинці, так і команди або компанії. Подкастинг повторює загальну тенденцію щодо переходу на мобільні платформи, так, із 42 % прослуховувань на смартфонах 2013 року, 2017-го подкасти відтворювали на смартфонах 69 % користувачів.
Подка́ст-термінал — це сайт, що підтримує хостинг медіафайлів і якоюсь мірою автоматизує поміщення записів і підписку на оновлення. Є типом соціальних медіа та схожий з технологією відеоблогів й Інтернет-радіо. Окрім аудіо/відео-записів, може містити запис мовлення в текстовому виді.
Для зручного прослуховування подкастів створено безліч програмних продуктів, таких як Zune Software, iTunes, Rhythmbox, gPodder, AmaroK чи Banshee, що стежать за оновленням подкаст-стрічок та їх автоматичним завантаженням.

## Виробництво
Генератор подкастів підтримує центральний список файлів на сервері як вебканал, до якого можна отримати доступ через Інтернет. Слухач або глядач використовує спеціальне програмне забезпечення клієнта на комп'ютері чи медіапрогравачі, відоме як клієнт подкастів, який отримує доступ до цього вебканалу, перевіряє його на наявність оновлень і завантажує будь-які нові файли серії. Цей процес можна автоматизувати для автоматичного завантаження нових файлів, тому слухачам може здатися, ніби подкастери транслюють або «натискають» нові епізоди до них. Файли подкастів можна зберігати локально на пристрої користувача або транслювати безпосередньо. Існує кілька різних мобільних додатків, які дозволяють людям стежити за подкастами та слухати їх. Багато з цих програм дозволяють користувачам завантажувати подкасти або транслювати їх на більшість програвачів або програм подкастів дозволяють слухачам пропускати подкаст і керувати швидкістю відтворення.
Подкастинг вважався конвергентним засобом (засобом, що об'єднує аудіо, Інтернет і портативні медіаплеєри), а також руйнівною технологією, яка змусила деяких людей у радіомовленні переглянути усталені практики та упередження щодо аудиторії, споживання, виробництво та розповсюдження.
Подкасти можна створювати за мінімальною ціною або безплатно і зазвичай поширюються безплатно, що відрізняє цей медіа від традиційної моделі 20-го століття «закритих» медіа та їх засобів виробництва. Однак подкастери все ще можуть монетизувати свої подкасти, дозволяючи компаніям купувати час для реклами. Вони також можуть заручитися підтримкою слухачів через краудфандингові вебсайти, як-от Patreon, які надають слухачам спеціальні доповнення та контент за певну плату.